# Ústavní vývoj v Česku
Tento článek sleduje vývoj ústavního práva na území dnešní České republiky.

## Habsburská monarchie

### Dubnová ústava (1848)
Až do roku 1848 byla habsburská monarchie absolutistickým státem a české země byly spravovány v souladu s Obnoveným zřízením zemským. S ohledem na revoluční události ve Francii, Rakousku a Polsku slíbil císař Ferdinand I. vydat ústavu. Tato ústava pro neuherské země byla vydána 25. dubna 1848 a je známa jako Pillersdorfova či Dubnová ústava, avšak nikdy v platnost nevešla.
Ústava reflektovala požadavky revoluce v otázce svobod a práv –  zaváděla princip ústnosti a veřejnosti pro jednání před soudem, svobodu osobní, náboženskou, svobodu tisku, listovního tajemství, národnostní rovnoprávnost. Byla založena odpovědnost vlády parlamentu, který byl pojat jako dvoukomorový. Členové horní komory měli být ustavováni jmenováním, členové dolní komory volbou. Dělnictvo, služebníci a sociálně potřební měli být zbaveni volebního práva, což se stalo rozbuškou dalších revolučních událostí ve Vídni. Panovník před revolucí odešel do Innsbrucku, říšský sněm do Kroměříže. 

### Kroměřížský návrh ústavy (1848)
Ústavodárný říšský sněm zahájil činnost v červenci 1848 ve Vídni, počátkem října 1848 však musel být přesunut do Kroměříže, v srpnu 1848 zrušil poddanství a počátkem října začal připravovat novou ústavu. Její konečný návrh, na kterém se podílel i František Palacký, nebyl projednán, neboť panovník nakonec v březnu 1849 Kroměřížský sněm rozpustil a rozehnal.
Panovník měl mít jen taková práva, která mu ústava přiznávala. Návrh ústavy proklamoval zásadu suverenity lidu, obsahoval soubor základních občanských práv. Zákonodárná moc měla být rozdělena mezi dvoukomorový říšský sněm a zemské sněmy.

### Březnová ústava (1849)
Den po rozehnání Kroměřížského sněmu – 4. března 1849 – vydal císař novou oktrojovanou „Březnovou neboli Stadionovu ústavu“, jež byla založena na myšlence jednotného monarchistického státu. Panovník měl spolu s parlamentem zákonodárnou moc a spolu s ministry měl i výkonnou moc. Zřízeny byly nezávislé soudy a Říšský soud jako soud ústavní. Ústava byla zrušena 31. prosince 1851. Nebyla nikdy realizována.
Ústava byla důsledně centralistická a počítala i se zrušením dosavadního českého státu, vytvořením jednotného občanství, jednotného právního řádu. Rakousko mělo být dědičná monarchie v čele s císařem. Zákonodárná moc příslušela dvoukomorovému říšskému sněmu (dolní komora je volená, horní jmenovaná císařem) a císaři. Ústava ustanovuje nezávislost soudů a rovnost před zákonem. K ústavě byla vydána i listina základních občanských práv, jež však mohla být pozastavena vládou. Ústava také zaváděla obecní samosprávu.

### Silvestrovské patenty (1851)
Po potlačení revoluce však došlo prostřednictvím kabinetních listů k obnovení absolutismu. 31. prosince 1851 jsou přijaty tři silvestrovské patenty, které ruší březnovou ústavu, katalog občanských práv a upravují státní organizaci a činnost soudů. Silvestrovské patenty ale potvrzují zrušení poddanství a rovnost občanů před zákonem.
Toto období bylo spojeno se jménem ministra vnitra Alexandra Bacha, který nahradil politická práva právy ekonomickými.

### Říjnový diplom (1860)
V r. 1859 je Bach v důsledku neúspěchů jeho neoabsolutismu a vojenských porážek v Itálii odvolán z funkce. 20. října 1860 slibuje panovník František Josef I. prostřednictví Říjnového diplomu znovuzavedení parlamentarismu. Realizace konkrétních kroků je svěřena baronu Schmerlingovi.

### Únorová ústava (1861)
K návratu k parlamentarismu došlo v únoru 1861, kdy byla vydána „Únorová nebo též Schmerlingova ústava“, která jako jediná z ústav v dobách habsburské monarchie neupravovala občanská práva. Platila pouze pro Předlitavsko, ale její pojetí naznačovalo budoucí dualistické uspořádání (užší a širší říšská rada). Ústava odkazovala na Říjnový diplom a Pragmatickou sankci. Zřízen byl říšský zákonodárný sbor, Poslanecká sněmovna (volena zemskými sněmy) a Panská sněmovna (jmenovaná císařem). Výkonnou moc měl císař.

### Prosincová ústava (1867)
K důležité ústavní změně došlo v roce 1867 rakousko-uherským vyrovnáním, které bylo porážkou českých státoprávních tendencí. Na  konci roku 1867 byl vydán soubor právních předpisů tvořících Prosincovou ústavu, která formálně navazovala na únorovou ústavu. Tvořilo ji 7 zákonů, vymezujících zákonodárnou pravomoc říšské rady, zahrnujících katalog základních práv občana, zřízení říšského soudu, nezávislost soudů, postavení císaře a vyrovnávací zákon. Platila do přijetí recepčního zákona (č. 11/1918 Sb. z. a n.).
V roce 1873 bylo zavedeno přímé volební právo do říšské rady. Významným se stal rok 1907 kdy bylo zavedeno všeobecné, tajné, rovné a přímé hlasovací právo. Aktivní od 24 let a pasivní od 30 let. Z hlasování však byly ještě až do roku 1918 vyloučeny ženy.

## Československo (1918–1938)
| „                                                                     | Samostatný stát československý vstoupil v život... | “ |
| — Zákon o zřízení samostatného státu československého, 28. říjen 1918 |                                                    |   |

Československo vzniklo jako samostatný svrchovaný stát dne 28. října 1918. 30. října 1918 podpořila společný stát i Martinská deklarace. Jako republiku lze československý stát označit po 13. listopadu 1918 v souvislosti s ustanoveními, která se týkají prezidenta v druhém ústavním provizoriu 37/1918 Sb. z. a n.
Československá republika měla tzv. polylegální ústavu, což znamená, že "ústavní pořádek" je tvořen více právními předpisy.

### Recepční zákon (1918)
Československý stát vznikl dne 28. října 1918, kdy Národní výbor československý převzal státní moc a proklamoval československý stát. Národní výbor vydal zákon o zřízení samostatného státu československého. Ačkoliv se jedná o první zákon, číselně je až jedenáctý (č. 11/1918 Sb. z. a n.), neboť je před něj zařazeno deset zákonů z 2. listopadu 1918, kdy byl přijat předpis upravující vyhlašování zákonů a nařízení.
Zákonem Národního výboru československého č. 11/1918 Sb. z. a n., o zřízení samostatného státu československého, který je označován jako první ústavní provizorium nebo jako recepční zákon, bylo recipováno právo i správa dosavadní monarchie. Při konstrukci zákona však byly opomenuty soudy, které byly pod předpis podřazeny rozšiřujícím výkladem jako správní orgány. Recepční norma zakládala v zemi právní trialismus (rakouské právo v Čechách, na Moravě a ve Slezsku, uherské právo na Slovensku – o osudu Podkarpatské Rusi nebylo v této době ještě rozhodnuto – a německé právo v Hlučínsku).

### Prozatímní ústava (1918)
Národní výbor schválil dne 13. listopadu 1918 Zákon č. 37/1918 Sb., o prozatímní ústavě (označovaný někdy jako druhé ústavní provizorium).
Prozatímní ústava upravovala pouze nejnutnější zásady ve vztahu k jednokomorovému (revolučnímu) Národnímu shromáždění, vládě a prezidentu republiky. Poprvé a naposledy v ústavních dějinách země měla být vláda volena parlamentem (§ 14 do května 1919).
Vzhledem ke konstrukci ustanovení § 7–§13 prozatímní ústavy lze po 13. listopadu 1918, kdy se stala účinnou, hovořit o Československé republice.

### Ústavní listina Československé republiky (1920)
Cílem Národního shromáždění však bylo vypracovat novou ústavu. Ta byla schválena dne 29. února 1920 spolu se zákonem č. 121/1920 Sb., kterým se uvozuje ústavní listina Československé republiky.
Autorem vlastního textu ústavy, která vycházela z ústavy USA, rakousko-uherské Prosincové ústavy a Ústavy Třetí Francouzské republiky, je především profesor Jiří Hoetzel.
Ústava byla tvořena třemi částmi: preambulí, uvozovacím zákonem a samotnou ústavní listinou.
Slavnostně laděná preambule začínala slovy My, národ Československý,... a neměla právní či normotvorný význam. Uvozovací zákon byl tvořen deseti články, které upravovaly postavení Ústavního soudu a rušily vše (recipované i nově vytvořené), co bylo v rozporu s ústavou, což bylo s ohledem na absenci pojmu ústavní zákon v rakouské právní terminologii ve vztahu k recipovaným předpisům složitě aplikovatelné.
Ústavní listina vytvářela dvoukomorový parlament a parlamentní republiku v čele s prezidentem jako hlavou státu. V této ústavě byla zakotvena dělba moci, která se dělila na moc zákonodárnou, moc vládní a výkonnou (moc výkonnou utvářela vláda a prezident republiky) a moc soudcovskou. Ústava přispěla k demokratickému rozvoji první československé republiky jako silného, uznávaného a vyspělého mnohonárodnostního státu.

### Normy československé ústavy
Vzhledem ke skutečnosti, že Československo mělo polylegální ústavu, lze do ní – kromě výše uvedené Ústavní listiny – zahrnout:
- Zákony prohlášené ústavní listinou za její součást,
- Zákony označené jako ústavní.

A s ohledem na události druhé světové války a fakt, že ústava z roku 1920 platila formálně až do května 1948 také:
- Ústavní dekrety prezidenta republiky,
- Některá nařízení Slovenské národní rady,
- Ústavní zákony schválené Prozatímním Národním shromážděním a Ústavodárným národním shromážděním.

## Ústavní vývoj vdobě nesvobody (1938–1945)
Na základě ústavního dekretu prezidenta republiky ze dne 3. srpna 1944, č. 11 Úř. věst. čsl. o obnovení právního pořádku (republikováno jako 30/1945 Sb.) a vládního nařízení č. 31/1945 Sb. je doba nesvobody obdobím od 30. září 1938 do 4. května 1945.
Podle čl. 1 odst. 2 ústavního dekretu o obnovení právního pořádku nejsou předpisy vydané v této době součástí československého právního řádu s výjimkou těch, které se nepříčí svým obsahem znění nebo demokratickým zásadám československé ústavy (ústavní listiny, jejích součástek a zákonů ji měnících a doplňujících, vydaných do 29. září 1938).

### Druhá republika (1938–1939)
O vzniku druhé republiky hovoříme v souvislosti se změnami, které byly provedeny přijetím Mnichovské dohody. Samotné odstoupení pohraničních území bez ústavního zákona bylo porušením ústavy. Přijetím ústavních zákonů o autonomii Slovenska a Podkarpatské Rusi došlo k faktickému vytvoření federace.
Hlubokým zásahem do právního státu bylo přijetí Opatření Stálého výboru ze dne 27. října 1938 č. 253/1938 Sb. z. a n., o zániku mandátů některých členů Národního shromáždění, kterým Stálý výbor – protiústavně – zbavil mandátu poslance a senátory z území, která připadla sousedním státům.
Dalším podstatným zásahem bylo narušení principu dělby moci, když Národní shromáždění přijalo zmocňovací zákon, kterým se vzdalo na dva roky části svých pravomocí ve prospěch vlády a prezidenta.
Ústava byla porušena také skutečností, že se volby nového prezidenta neuskutečnily do čtrnácti dnů po abdikaci předchozího.

#### Autonomie Slovenska aPodkarpatské Rusi (1938)
Ústavní změny zavádějící Česko-Slovensko provedlo Národní shromáždění schválením ústavního zákona č. 299/1938 Sb. z. a n., o autonomii Slovenskej krajiny, a Ústavního zákona č. 328/1938 Sb. z. a n., o autonomii Podkarpatské Rusi.

#### Zmocňovací zákon (1938)
Národní shromáždění schválilo zmocňovací zákon, tj. Ústavný zákon č. 330/1938 Sb. z. a n., o zmocnení ku zmenám ústavnej listiny a ústavných zákonov republiky Česko-Slovenskej a o mimoriadnej moci nariaďovacej, 15. prosince 1938. Tento ústavní zákon umožňoval po dva roky prezidentovi vydávat dekrety se silou ústavního zákona a vládě vydávat nařízení se silou zákona.
V prosinci 1940 bylo nařízením Říšského protektora toto oprávnění vlády až na další prodlouženo.

### Protektorát Čechy aMorava (1939–1945)
Po německém nátlaku musel Hácha přistoupit na okupaci zbytku republiky Německem. Dne 16. března 1939 byl přijat Výnos o zřízení Protektorátu Čechy a Morava, publikovaný jako Výnos Vůdce a říšského kancléře ze dne 16. března 1939 č. 75/1939 Sb. z. a n.,
o Protektorátu Čechy a Morava.
Z hlediska ústavního práva mohl nové ústavní předpisy vydávat na základě zmocňovacího ústavního zákona státní prezident, který tak učinil v jediném případě (Dekret státního presidenta ze dne 8. března 1940 č. 83/1940 Sb. z. a n., o slibu členů vlády, veřejných zaměstnanců a jiných orgánů veřejné správy).

### Prozatímní státní zřízení (1940–1945)
Zánik Československa nebyl de iure uznán západními mocnostmi. Po vypuknutí druhé světové války se vytvořila ve Francii (později v Londýně) exilová vláda. Československá exilová reprezentace vycházela z teze právní kontinuity republiky.
Prozatímní státní zřízení bylo vytvořeno 9. července 1940 a bylo tvořeno prezidentem, vládou a od 21. července 1940 Státní radou.
Principy obnovení státu:
1. neplatnost Mnichovské dohody od počátku,
2. neplatnost všech ústavních a jiných aktů v době nesvobody,
3. neplatnost Benešovy abdikace (jako vynucené),
4. kontinuita hranic (neplatnost Mnichovské dohody a Vídeňské arbitráže).

Vzhledem ke skutečnosti, že se stát a jeho ústavní instituce nacházely v situaci, která nebyla předpokládána československou ústavou z roku 1920, ani jejími doplňky či změnami, získal prezident zákonodárnou pravomoc, kterou mohl vykonávat prostřednictvím dekretů, avšak jen k návrhu vlády a za kontrasignace premiéra či pověřeného člena vlády. Prezident republiky měl dekretální pravomoc až do 27. října 1945.
Ústavní dekrety prezidenta republiky z období od 21. července 1940 do 27. října 1945 – celkem patnáct dekretů – byly ústavním zákonem č. 57/1946 Sb., kterým se schvalují a prohlašují za zákon dekrety presidenta republiky, prohlášeny za ústavní zákony.

### Slovenská národní rada (1944–1945)
Podle Vánoční dohody byla odbojovými organizacemi na Slovensku vytvořena Slovenská národní rada (SNR). Při zahájení Slovenského národního povstání bylo vyhlášeno obnovení Československa a Slovenská národní rada (mimoústavně) začala vykonávat zákonodárnou moc formou nařízení a hned svým prvním nařízením (č. 1/1944 Sb. n. SNR) vyvolala rozpor s ústavním dekretem č. 11/1944 Úř. věst. čs. Umocněný právní dualismus, který si republika nesla již od doby recepčního zákona, byl posléze upraven nařízením č. 30/1945 Sb. n. SNR, o zákonodárnej moci na Slovensku, podle něhož vykonávala SNR zákonodárnou moc v duchu upřímné shody s prezidentem republiky. Zvláštní postavení Slovenska se neslo i v asymetrii unitárního Československa až do vzniku federace (1969).

## Československo (1945–1992)

### Ústava Československé republiky (1948)
Ústavní zákon ze dne 9. května 1948 č. 150/1948 Sb., Ústava Československé republiky, vycházela z prvorepublikové ústavní listiny. Parlament (Národní shromáždění) byl jednokomorový, ústavní soud byl zrušen. Zvláštní postavení měly slovenské národní orgány (sbor pověřenců, Slovenská národní rada). Ústava obsahovala předpisy o soukromém vlastnictví a státním hospodářství.
Zřízeny byly národní výbory, zrušeny země (Česká, Moravskoslezská a Slovenská). Ústavu později doplňovala série ústavních zákonů.
Prezident republiky Dr. Edvard Beneš ji odmítl podepsat a abdikoval, a proto ji podle § 60 ústavní listiny z roku 1920 podepsal premiér Klement Gottwald též na místě prezidenta.

### Ústava Československé socialistické republiky (1960)
Základní zásady nové – socialistické – ústavy připravil ústřední výbor Komunistické strany Československa (KSČ) k všelidové diskusi již v dubnu 1960. Ve dnech 5.–7. července 1960 schválila návrh ústavy celostátní konference KSČ. Národní shromáždění ústavu přijalo již 11. července 1960.
Ústava, jež realizovala přechod od parlamentarismu k jednotě státní moci, ukončila období lidové demokracie a s provoláním Socialismus v naší vlasti zvítězil! zakotvila vizi jeho dalšího budování.
Hlava první Společenské zřízení mimo jiné zaváděla vedoucí úlohu KSČ. Hlava druhá Práva a povinnosti občanů definovala základní občanská práva občanů ČSSR. Hlava třetí upravovala jednokomorové Národní shromáždění, hlava čtvrtá prezidenta, hlava pátá vládu, hlava šestá Slovenskou národní radu, hlava sedmá Národní výbory. Hlava osmá Soudy a prokuratura upravovala otázku organizace soudů a prokuratur a mimo jiné stanovovala vázanost soudce právním řádem socialistického státu, který musel být vykládán v souladu se socialistickým právním vědomím. Hlava devátá Ustanovení obecná a závěrečná rušila předchozí ústavu, vytvářela odkaz na právní předpis řešící občanství, definovala hlavní město a státní symboly.
Ústavním zákonem o čs. federaci (ústavní zákon č. 143/1968 Sb., o československé federaci) došlo ke zrušení rozsáhlých pasáží ústavy z roku 1960. Další změny přinesl vývoj po listopadu 1989, kdy byla odstraněna vedoucí úloha strany. Do listopadu 1989 byla ústava měněna osmkrát, od listopadu 1989 do zániku federace byla měněna dvanáctkrát.
Od 29. března 1990 do 23. dubna 1990 byla tato – zásadně změněná – ústava ústavou Československé federativní republiky, od 23. dubna 1990 do 1. ledna 1993 ústavou České a Slovenské Federativní Republiky.

### Ústavní zákon o československé federaci (1968/69)
Konečným zřízením federace bylo přijetí ústavního zákona o československé federaci (143/1968 Sb.). Od 1. ledna 1969 se Československá socialistická republika skládala z České socialistické republiky a Slovenské socialistické republiky.
Ústavní zákon měl osm hlav a 151 článků. Hlava první upravovala základní instituty státu (území, občanství), který je dobrovolným svazkem rovnoprávných států českého a slovenského národa, těmito státy byla Česká socialistická republika a Slovenská socialistická republika. Zásah do článku 4 v roce 1970 změnil československou federaci v pseudofederaci. Hlava druhá rozdělovala působnost mezi federaci, když definovala výlučnou působnost federace a společnou působnost federace a republik. Věci, které nebyly svěřeny do působnosti federace, patřily do působnosti republik. Hlava třetí vytvářela dvoukomorové Federální shromáždění: Sněmovna lidu měla 200 poslanců, Sněmovna národů, která reprezentovala rovné státoprávní postavení obou republik, měla 150 poslanců. Hlasování ve Sněmovně národů se ve vymezených případech řídilo principem zákazu majorizace, když poslanci zvolení v České socialistické republice a Slovenské socialistické republice hlasovali odděleně a pro přijetí byla potřeba většina všech poslanců zvolených v ČSR a většina všech poslanců zvolených v SSR. Z faktického hlediska se proto hovoří o dvou a půl komorovém parlamentu. Hlava čtvrtá upravovala postavení prezidenta ČSSR. Hlava pátá upravovala vládu ČSSR, do prosince 1970 fungovaly vedle federálních ministerstev i federální výbory. Hlava šestá po vzoru socialistické Jugoslávie zřizovala Ústavní soud. K jeho činnosti začaly být připravovány i potřebné ústavní zákony, ale práce na nich byla zastavena v průběhu roku 1969. Federální ústavní soud poté fungoval na sklonku ČSFR. Hlava sedmá upravovala státní orgány České socialistické republiky a Slovenské socialistické republiky. Hlava osmá Ustanovení obecná, přechodná a závěrečná mimo jiné vymezovala území republik, hlavní města republik a federace, upravovala způsob změny ústavního zákona, rušila části ústavy z roku 1960, řešila úpravu organizace soudů a prokuratury.

#### Spor o název společného státu
V roce 1990 vznikl spor o oficiální název státu. Ústavními zákony byl název Československa změněn dvakrát. Národní rady změnily obdobně názvy republik.
- Federace
  - Československá socialistická republika (11. červenec 1960 – 29. březen 1990)[32]
  - Československá federativní republika (29. březen 1990 – 23. duben 1990)[33]
  - Česká a Slovenská Federativní Republika (23. duben 1990 – 1. leden 1993)[34]
- Česko
  - Česká socialistická republika (1. leden 1969 – 6. březen 1990)[35]
  - Česká republika (od 6. březen 1990)[36]
- Slovensko
  - Slovenská socialistická republika (1. leden 1969 – 1. březen 1990)[35]
  - Slovenská republika (od 1. březen 1990)[37]

### Listina základních práv a svobod (1991)
Federální shromáždění ČSFR schválilo dne 9. ledna 1991 Ústavní zákon č. 23/1991 Sb., kterým se uvozuje LISTINA ZÁKLADNÍCH PRÁV A SVOBOD. Základní práva a svobody jsou zde deklarovány jako nezadatelné, nezcizitelné, nepromlčitelné a nezrušitelné.
V souvislosti se vznikem samostatné České republiky v roce 1993 přijalo Předsednictvo České národní rady Usnesení č. 2/1993 Sb., o vyhlášení LISTINY ZÁKLADNÍCH PRÁV A SVOBOD jako součásti ústavního pořádku České republiky. U Listiny základních práv a svobod došlo dosud k jediné změně (Ústavním zákonem č. 162/1998 Sb. kterým byla prodloužena doba zadržení osoby ze 24 na 48 hodin).

### Zánik Československa (1992)
Ústavním zákonem č. 542/1992 Sb., o zániku České a Slovenské Federativní Republiky, zanikl o půlnoci na Silvestra roku 1992 společný stát Čechů a Slováků. Nástupnickými státy se staly Česká republika a Slovenská republika.

## Česká republika

### Ústava České republiky (1992/93)
Ústava České republiky byla přijata dne 16. prosince 1992 Českou národní radou a byla dosud změněna osmkrát. Nabyla účinnosti dne 1. ledna 1993. Zrušila dřívější Ústavu Československé socialistické republiky z r. 1960, ústavní zákon o československé federaci z r. 1968 a ústavní zákon ČNR z roku 1990 o státních symbolech České republiky (67/1990 Sb.).

### Nález Ústavního soudu Pl. ÚS 27/09
Nálezem Pl. ÚS 27/09 ze září 2009 Ústavní soud zrušil ad hoc přijatý ústavní zákon č. 195/2009 Sb., který – podobně jako jeho předobraz z roku 1998 – popíral základní pojmové znaky právní normy (obecnost) a  údajně zasahoval do materiálního jádra ústavy obcházením ústavních konstrukcí, zasahováním do nedotknutelnosti poslaneckého mandátu a retroaktivitou. Část odborné veřejnosti však následně kritizovala ÚS, neboť tento – dle jejich názoru – nemá právo rušit ústavní zákony. Existují i publikace určené široké veřejnosti, které nález kritizují pro údajné praktické vyloučení Listiny základních práv a svobod z ústavního pořádku ČR.